# Marion (Alabama)
Marion város az USA Alabama államában, Perry megyében, melynek megyeszékhelye is. Lakosainak száma 3176 fő (2020. április 1.).

## Népesség
A település népességének változása:
| Lakosok száma | 1698 | 2382 | 3686 | 3176 |
|               | 1900 | 1940 | 2010 | 2020 |